# In The Green
《RYEOWOOK'S AGIT CONCERT : In The Green》는 대한민국의 음악 그룹 슈퍼주니어의 멤버 려욱의 첫 번째 콘서트 투어이다.

## 개요
2024년 2월 5일, SM 엔터테인먼트는 려욱의 두번째 소극장 콘서트 〈In The Green〉 의 3일간에 걸친 콘서트 일정과 홍보용 포스터를 발표하였으며, 예매는 9일 뒤인 14일에 팬클럽 선행 예매가, 19일에는 일반 예매가 멜론티켓을 통해 진행되었다.
2016년 개최된 소극장 콘서트 〈Ever Lasting Star - Ryeo Wook〉이후 8년만에 개최된 3일 간의 걸친 해당 투어를 통해 약 2,000여명의 누적 관객을 기록하였다.

## 투어 일정
| 날짜            | 도시 | 국가     | 장소                          | 관객 동원    |
| --------------- | ---- | -------- | ----------------------------- | ------------ |
| 2024년 3월 15일 | 서울 | 대한민국 | 동덕여자대학교 100주년 기념관 | 통산 2,200명 |
| 2024년 3월 16일 | 서울 | 대한민국 | 동덕여자대학교 100주년 기념관 | 통산 2,200명 |
| 2024년 3월 17일 | 서울 | 대한민국 | 동덕여자대학교 100주년 기념관 | 통산 2,200명 |

## 세트 리스트
- Concert Start -
- 그대 (Hello)
- Something Good

- Ment -
- 파랑새 (Bluebird)
- 너에게로 (The Way Back To You)

- Ment -
- 마중 (Lingering)
- Angel's Wing

- Ment -
- 별의 동화 (Midnight Story)15일 / Starry Night (With 조미16일)
- 아무것도 하지 않아도 돼 (It's Okay)
- Merry-Go-Round Of Life[3]

※ To Ryeowook + Dance Challange+ Piano Medley※
- 질풍가도 (Zil Poong Ka Do)15일 / 사랑이라는 건 (Love Is)16일
- 어린왕자 (The Little Prince)
- Without You

- Ment -
- 사랑이 마음 곁에 남아 (Goodbye)15일 / 알 수도 있는 사람 (People You May Know)
- 취해 (Drunk In The Morning)

- Ment -
- 오늘만은 (Hiding Words)

- Ment -
- 나에게 (To Me)
- Calendar

- Ment -
- 찬란한 나의 그대 (Everlasting Love)

- Encore -
- Sugar
- 별이 쏟아지는 밤 (Starry Night)

- Ment -
- My Dear

- Double Encore (17일 한정) -
- 아무것도 하지 않아도 돼 (It's Okay)

## 게스트
| 일정            | 게스트     |
| --------------- | ---------- |
| 2024년 3월 15일 | 이특, 신동 |
| 2024년 3월 16일 | 조미       |

## 제작
- 주최, 주관 : SM 엔터테인먼트, 쇼노트